# Slaget vid Dnepr
Slaget vid Dnepr var ett slag under andra världskriget och ett av de största slagen i världshistorien där nästan 4 miljoner soldater var inblandade över en 1400 km lång front. Under det fyra månader långa striderna besegrade Röda armén de tyska trupperna vid Dnipros östra strand, som också etablerade flera brohuvuden på flodens västra strand och erövrade sedan också Kiev. Det är också ett av de blodigaste slagen någonsin, uppskattningar varierar mellan 1,7 miljoner och 2,7 miljoner döda och sårade. Eftersom slagfältet var så stort räknar några historiker inte det som ett enskilt "slag", utan utser slaget vid Stalingrad som historiens blodigaste slag.

## Bakgrund
Efter slaget vid Kursk hade Wehrmacht i praktiken förlorat hoppet om att återta initiativet. Den tyska armén var efter förlusterna vid bland annat Kursk försvagad och kunde inte längre dominera slagfältet. Vid mitten av augusti inledde tyska armén, i ett försöka vinna tid, uppförandet av en serie försvarsverk för att sakta ner Röda armén. Hitler krävde att armén skulle försvara sina position vid Dnepr. Den sovjetiska sidan var fast besluten att fortsätta återerövrandet av de ockuperade territorierna som påbörjades i början av året. Industriområdena i Ukraina var det första målet då det tätbefolkade området och dess kolgruvor och andra mineraler skulle vara en viktig resurs för den fortsatta krigföringen. Anfallen koncentrerades till frontavsnittets sydliga områden.

## Resultat
Slaget vid Dnepr var en svår motgång för tyska armén. Röda armén, som man hade hoppats kunna stoppa vid Dnipro, bröt igenom fronten. Kiev befriades och tyskarna saknade trupper för att slå ut de sovjetiska trupperna vid brohuvudena vid nedre Dnipro.
Slaget vid Dnepr och andra större offensiva operationer gav Stalin en bra förhandlingsposition i Teherankonferensen som hölls mellan 28 november och 1 december 1943 mellan Winston Churchill, Franklin D. Roosevelt och Stalin.